# Línea 24 (Avanza Zaragoza)
La línea 24 fue una línea regular diurna  de Avanza Zaragoza que realizaba el recorrido comprendido entre el distrito de Las Fuentes y el barrio de Valdefierro en la ciudad de Zaragoza (España).
Está línea dejó de funcionar en marzo de 2025, siendo sustituida por las líneas circulares Ci3 y Ci4.

## Recorrido

### SentidoValdefierro
Paseo Echegaray y Caballero, Fray Luis Urbano, Rodrigo Rebolledo, Compromiso de Caspe, Avenida San José, Avenida Tenor Fleta, Camino las Torres, Juan Pablo Bonet, Mariano Barbasán, Tomás Bretón, García Sánchez, Unceta, Avenida Madrid, Avenida Manuel Rodríguez ayuso, Orquidea , Francisca Millán Serrano, Federico Ozanam, Aldebarán, Pléyades, Tulipán

### SentidoLas Fuentes
Tulipán, Vía Láctea, Miguel Ángel Blanco, Avenida Valdefierro, Carretera Madrid, Avenida Madrid, Paseo Calanda, Franco y López, Corona de Aragón, San Juan de la Cruz, Juan Pablo Bonet, Camino las Torres, Avenida Tenor Fleta, Camino Puente Virrey, Avenida San José, Compromiso de Caspe, Salvador Minguijón, Paseo Echegaray y Caballero

## Historia
La línea 24, creada en el año 1966. A lo largo de su historía tuvo los siguientes recorridos:
- PUENTE VIRREY-PLAZA HUESCA
- PUENTE VIRREY-VALDEFIERRO
- LAS FUENTES-VALDEFIERRO

En el año 2010, la línea 24, fue la tercera más usada en todo el año. Y también, en ese mismo año, se le asignaron a la línea, 18 vehículos. En sus últimos meses de existencia, solía llevar en sus vehículos carrocerías: Man NG 323F Castrosua y ie tram 
En el año 2023, la línea 24, fue la línea más utilizada de toda la red de Auzsa.
El 16 de marzo de 2025 esta línea fue suprimida para crear las nuevas circulares 3 y 4, las cuales entraron en circulación al día siguiente.